# Noël de Cleene
Noël de Cleene (Nieuwkerken-Waas, 15 febbraio 1870 – Anversa, 7 ottobre 1942) è stato un missionario e vescovo cattolico belga.

## Biografia
Abbracciò la vita religiosa nella Congregazione del Cuore Immacolato di Maria, fu ordinato prete nel 1892 e fu inviato come missionario nel Congo belga.
Nel 1924 fu eletto vescovo titolare di Usula e coadiutore del vicario apostolico di Léopoldville; succedette per coadiutoria al governo del vicariato nel 1926.
Fondò la congregazione indigena delle Ancelle della Beata Vergine Maria di Boma.
Rassegnò le sue dimissioni da vicario apostolico nel 1932 e, rientrato in patria, morì ad Anversa nel 1942.

## Genealogia episcopale
La genealogia episcopale è:
- Cardinale Scipione Rebiba
- Cardinale Giulio Antonio Santori
- Cardinale Girolamo Bernerio, O.P.
- Arcivescovo Galeazzo Sanvitale
- Cardinale Ludovico Ludovisi
- Cardinale Luigi Caetani
- Cardinale Ulderico Carpegna
- Cardinale Paluzzo Paluzzi Altieri degli Albertoni
- Papa Benedetto XIII
- Papa Benedetto XIV
- Papa Clemente XIII
- Cardinale Bernardino Giraud
- Cardinale Alessandro Mattei
- Cardinale Pietro Francesco Galleffi
- Cardinale Giacomo Filippo Fransoni
- Cardinale Carlo Sacconi
- Cardinale Edward Henry Howard
- Cardinale Mariano Rampolla del Tindaro
- Cardinale Antonio Vico
- Cardinale Desiré-Félicien-François-Joseph Mercier
- Vescovo Noël de Cleene, C.I.C.M.